# Sim (Burkina Faso)
Pour les articles homonymes, voir SIM.
Sim est une localité du Burkina Faso, située dans le département de Thiou,  la province du Yatenga et la région du Nord, à proximité de la frontière avec le Mali. 

## Climat
Sim est doté d'un climat de steppe sec et chaud, de type BSh selon la classification de Köppen, avec des moyennes annuelles de 28,6 °C pour la température et de 548 mm pour les précipitations.

## Population
Lors du recensement de 2006, on y a dénombré 1 974 habitants. 

## Éducation
En 2016-2017, la localité possède une école primaire publique.